# Finland op de Olympische Winterspelen 1992
Tijdens de Olympische Winterspelen van 1992, die in Albertville (Frankrijk) werden gehouden, nam Finland voor de zestiende keer deel.

## Medailleoverzicht
| Sport          | Olympiër                                                      | Discipline                     | Medaille |
| -------------- | ------------------------------------------------------------- | ------------------------------ | -------- |
| Langlaufen     | Marjut Lukkarinen                                             | 5 km klassiek (v)              | Goud     |
| Schansspringen | Toni Nieminen                                                 | grote schans individueel (m)   | Goud     |
| Schansspringen | Ari-Pekka Nikkola Mika Laitinen Risto Laakkonen Toni Nieminen | grote schans team (m)          | Goud     |
| Langlaufen     | Marjut Lukkarinen                                             | 15 km klassiek (v)             | Zilver   |
| Biatlon        | Harri Eloranta                                                | 10 km (m)                      | Brons    |
| Langlaufen     | Mika Kuusisto Harri Kirvesniemi Jari Räsänen Jari Isometsä    | 4x10 km estafette (m)          | Brons    |
| Schansspringen | Toni Nieminen                                                 | normale schans individueel (m) | Brons    |

## Deelnemers en resultaten

### Biatlon
| Olympiër                                                     | Discipline             | Resultaat | Prestatie |
| ------------------------------------------------------------ | ---------------------- | --------- | --- |
| Harri Eloranta                                               | 10 km (m)              | Brons     | 26.26,6 (+24,3) pen.: 0 (0 + 0)                                                                                             |
| Harri Eloranta                                               | 20 km (m)              | 5e        | 58.15,7 (+41,3) pen.: 1 (0 + 1 + 0 + 0)                                                                                     |
| Vesa Hietalahti                                              | 10 km (m)              | 17e       | 27.25,1 (+1.22,8) pen.: 2 (1 + 1)                                                                                           |
| Vesa Hietalahti                                              | 20 km (m)              | 6e        | 58.24,6 (+50,2) pen.: 1 (0 + 1 + 0 + 0)                                                                                     |
| Kari Kataja                                                  | 10 km (m)              | 27e       | 27.46,5 (+1.44,2) pen.: 1 (0 + 1)                                                                                           |
| Kari Kataja                                                  | 20 km (m)              | dnf       | opgave |
| Jaakko Niemi                                                 | 10 km (m)              | 57e       | 29.04,0 (+3.01,7) pen.: 2 (0 + 2)                                                                                           |
| Seppo Suhonen                                                | 20 km (m)              | 74e       | 1:07.21,3 (+10.46,9) pen.: 8 (1 + 3 + 1 + 3)                                                                                |
| Team Vesa Hietalahti Jaakko Niemi Harri Eloranta Kari Kataja | 4x7,5 km estafette (m) | 8e        | 1:27.39,5 (+2.56,0) pen.: 1 21.36,9 pen.: 0 (0 + 0) 23.17,1 pen.: 1 (0 + 1) 21.24,9 pen.: 0 (0 + 0) 21.20,6 pen.: 0 (0 + 0) |
|                                                              |                        |           | |
| Mari Lampinen                                                | 7,5 km (v)             | 34e       | 27.46,1 (+3.16,9) pen.: 3 (2 + 1)                                                                                           |
| Mari Lampinen                                                | 15 km (v)              | 31e       | 57.44,8 (+5.57,6) pen.: 6 (1 + 2 + 1 + 2)                                                                                   |
| Terhi Markkanen                                              | 7,5 km (v)             | 28e       | 27.20,7 (+2.51,5) pen.: 2 (0 + 2)                                                                                           |
| Terhi Markkanen                                              | 15 km (v)              | 37e       | 58.08,9 (+6.21,7) pen.: 4 (1 + 2 + 0 + 1)                                                                                   |
| Johanna Saarinen                                             | 7,5 km (v)             | 53e       | 28.48,6 (+4.19,4) pen.: 4 (2 + 2)                                                                                           |
| Johanna Saarinen                                             | 15 km (v)              | 45e       | 59.27,0 (+7.39,8) pen.: 3 (0 + 3 + 0 + 0)                                                                                   |
| Tuija Sikiö                                                  | 7,5 km (v)             | 45e       | 28.21,4 (+3.52,2) pen.: 2 (1 + 1)                                                                                           |
| Tuija Sikiö                                                  | 15 km (v)              | 14e       | 54.03,0 (+2.15,8) pen.: 1 (0 + 0 + 0 + 1)                                                                                   |
| Team Mari Lampinen Tuija Sikiö Terhi Markkanen               | 3x7,5 km estafette (v) | 5e        | 1:20.17,8 (+4.22,2) pen.: 0 26.40,9 pen.: 0 (0 + 0) 26.29,1 pen.: 0 (0 + 0) 27.07,8 pen.: 0 (0 + 0)                         |

### Freestyleskiën
| Olympiër        | Discipline | Resultaat | Prestatie                    |
| --------------- | ---------- | --------- | ---------------------------- |
| Janne Lahtela   | moguls (m) | 18e       | dnq (kwalificatie: 21,76 p.) |
| Tero Turunen    | moguls (m) | 20e       | dnq (kwalificatie: 21,40 p.) |
| Petri Penttinen | moguls (m) | 41e       | dnq (kwalificatie: 13,71 p.) |
| Minna Karhu     | moguls (v) | 19e       | dnq (kwalificatie: 14,75 p.) |

### Kunstrijden
| Olympiër                    | Discipline | Resultaat | Prestatie                                             |
| --------------------------- | ---------- | --------- | ----------------------------------------------------- |
| Oula Jääskeläinen           | mannen     | 19e       | 28,5 p. (korte kür: 23 - lange kür: 17)               |
| Susanna Rahkamo Petri Kokko | ijsdansen  | 6e        | 12,4 p. (verpl.1: 7 - verpl.2: 7 - org.: 6 - vrij: 6) |

### Langlaufen
| Olympiër                                                                      | Discipline                    | Resultaat | Prestatie                                           |
| ----------------------------------------------------------------------------- | ----------------------------- | --------- | --------------------------------------------------- |
| Jukka Hartonen                                                                | 50 km vrije stijl (m)         | dnf       | opgave                                              |
| Jari Isometsä                                                                 | 10 km klassiek (m)            | 16e       | 29.34,4 (+1.58,4)                                   |
| Jari Isometsä                                                                 | 50 km vrije stijl (m)         | 22e       | 2:12.03,5 (+8.22,0)                                 |
| Jari Isometsä                                                                 | achtervolging 10 km+15 km (m) | 12e       | +2.48,1 (10 km:29.34 + 15 km:38.52,0)               |
| Harri Kirvesniemi                                                             | 10 km klassiek (m)            | 6e        | 28.23,3 (+47,3)                                     |
| Harri Kirvesniemi                                                             | 30 km klassiek (m)            | 10e       | 1:25.28,5 (+3.00,7)                                 |
| Harri Kirvesniemi                                                             | achtervolging 10 km+15 km (m) | 11e       | +2.32,5 (10 km:28.23 + 15 km:39.47,4)               |
| Mika Kuusisto                                                                 | 30 km klassiek (m)            | 26e       | 1:28.45,6 (+6.17,8)                                 |
| Mika Kuusisto                                                                 | 50 km vrije stijl (m)         | 23e       | 2:13.09,3 (+9.27,8)                                 |
| Mika Myllylä                                                                  | 10 km klassiek (m)            | 14e       | 29.17,0 (+1.41,0)                                   |
| Mika Myllylä                                                                  | 30 km klassiek (m)            | 34e       | 1:30.08,8 (+7.41,0)                                 |
| Mika Myllylä                                                                  | achtervolging 10 km+15 km (m) | 20e       | +3.31,2 (10 km:29.17 + 15 km:39.52,1)               |
| Seppo Rantanen                                                                | 30 km klassiek (m)            | 38e       | 1:30.25,6 (+7.57,8)                                 |
| Jari Räsänen                                                                  | 10 km klassiek (m)            | 15e       | 29.25,2 (+1.49,2)                                   |
| Jari Räsänen                                                                  | 50 km vrije stijl (m)         | 31e       | 2:14.53,6 (+11.12,1)                                |
| Jari Räsänen                                                                  | achtervolging 10 km+15 km (m) | 19e       | +3.28,0 (10 km:29.25 + 15 km:39.40,9)               |
| Team Mika Kuusisto Harri Kirvesniemi Jari Räsänen Jari Isometsä               | 4x10 km estafette (m)         | Brons     | 1:41.22,9 (+1.56,9) 25.25,9 25.01,4 26.06,1 24.49,5 |
|                                                                               |                               |           |                                                     |
| Marja-Liisa Kirvesniemi                                                       | 5 km klassiek (v)             | 31e       | 15.33,2 (+1.19,4)                                   |
| Marja-Liisa Kirvesniemi                                                       | 15 km klassiek (v)            | 6e        | 44.02,7 (+1.41,9)                                   |
| Marja-Liisa Kirvesniemi                                                       | achtervolging 5 km+10 km (v)  | dns       | opgave (5 km:15.33 + 10 km:niet gestart)            |
| Pirkko Määttä                                                                 | 15 km klassiek (v)            | 17e       | 45.40,5 (+3.19,7)                                   |
| Tuulikki Pyykkönen                                                            | 5 km klassiek (v)             | 29e       | 15.31,1 (+1.17,3)                                   |
| Tuulikki Pyykkönen                                                            | achtervolging 5 km+10 km (v)  | 33e       | +4.08,8 (5 km:15.31 + 10 km:28.45,5)                |
| Marjut Lukkarinen                                                             | 5 km klassiek (v)             | Goud      | 14.13,8                                             |
| Marjut Lukkarinen                                                             | 15 km klassiek (v)            | Zilver    | 43.29,9 (+1.09,1)                                   |
| Marjut Lukkarinen                                                             | 30 km vrije stijl (v)         | 10e       | 1:27.30,9 (+5.00,8)                                 |
| Marjut Lukkarinen                                                             | achtervolging 5 km+10 km (v)  | 4e        | +58,4 (5 km:14.14 + 10 km:26.52,1)                  |
| Sirpa Ryhänen                                                                 | 15 km klassiek (v)            | 22e       | 46.06,9 (+3.46,1)                                   |
| Sirpa Ryhänen                                                                 | 30 km vrije stijl (v)         | 36e       | 1:33.55,7 (+11.25,6)                                |
| Jaana Savolainen                                                              | 5 km klassiek (v)             | 26e       | 15.19,9 (+1.06,1)                                   |
| Jaana Savolainen                                                              | 30 km vrije stijl (v)         | 28e       | 1:32.49,4 (+10.19,3)                                |
| Jaana Savolainen                                                              | achtervolging 5 km+10 km (v)  | 18e       | +2.49,4 (5 km:15.20 + 10 km:27.37,1)                |
| Päivi Simukka                                                                 | 30 km vrije stijl (v)         | 37e       | 1:34.21,7 (+11.51,6)                                |
| Team Marja-Liisa Kirvesniemi Pirkko Määttä Jaana Savolainen Marjut Lukkarinen | 4x5 km estafette (v)          | 4e        | 1:00.52,9 (+1.18,1) 15.49,9 15.05,1 15.18,0 14.39,9 |

### Noordse combinatie
| Olympiër                                       | Discipline      | Resultaat | Prestatie |
| ---------------------------------------------- | --------------- | --------- | --- |
| Pasi Saapunki                                  | individueel (m) | 20e       | +4.35,3 — schans: 191,1 p — 15 km: 44.54,0 |
| Teemu Summanen                                 | individueel (m) | 24e       | +5.31,3 — schans: 208,3 p — 15 km: 47.44,7 |
| Sami Kallunki                                  | individueel (m) | 28e       | +6.01,6 — schans: 177,5 p — 15 km: 44.49,7 |
| Jari Mantila                                   | individueel (m) | dnf       | opgave — schans: 216,7 p — 15 km: — |
| Team Pasi Saapunki Jari Mantila Teemu Summanen | team (m)        | 7e        | +9.06,8 — schans: 561,2 p — 30 km: 1:25.44,3 schans: 195,2 p — 10 km: 27.15,5 schans: 166,4 p — 10 km: 30.23,1 schans: 199,6 p — 10 km: 28.05,7 |

### Schaatsen
| Olympiër      | Discipline   | Resultaat | Prestatie         |
| ------------- | ------------ | --------- | ----------------- |
| Harri Ilkka   | 500 m (m)    | 26e       | 38,48 (+1,34)     |
| Harri Ilkka   | 1000 m (m)   | 34e       | 1.17,96 (+3,11)   |
| Timo Järvinen | 5000 m (m)   | 32e       | 7.30,88 (+30,91)  |
| Timo Järvinen | 10.000 m (m) | 21e       | 14.50,75 (+38,63) |

### Schansspringen
| Olympiër                                                           | Discipline                     | Resultaat | Prestatie |
| ------------------------------------------------------------------ | ------------------------------ | --------- | --- |
| Risto Laakkonen                                                    | normale schans individueel (m) | 16e       | 200,7 punten 106,8 p. (85,5 m) + 93,9 p. (79,0 m) |
| Risto Laakkonen                                                    | grote schans individueel (m)   | 21e       | 164,2 punten 83,8 p. (102,0 m) + 80,4 p. (98,5 m) |
| Mika Laitinen                                                      | normale schans individueel (m) | 5e        | 213,6 punten 106,3 p. (85,5 m) + 107,3 p. (85,5 m) |
| Mika Laitinen                                                      | grote schans individueel (m)   | 19e       | 166,0 punten 97,8 p. (109,5 m) + 68,2 p. (95,5 m) |
| Toni Nieminen                                                      | normale schans individueel (m) | Brons     | 217,0 punten 112,3 p. (88,0 m) + 104,7 p. (84,5 m) |
| Toni Nieminen                                                      | grote schans individueel (m)   | Goud      | 239,5 punten 118,8 p. (122,0 m) + 120,7 p. (123,0 m) |
| Ari-Pekka Nikkola                                                  | normale schans individueel (m) | 53e       | 162,8 punten 82,6 p. (76,0 m) + 80,2 p. (74,5 m) |
| Ari-Pekka Nikkola                                                  | grote schans individueel (m)   | 30e       | 149,4 punten 79,1 p. (99,0 m) + 70,3 p. (94,5 m) |
| Team Ari-Pekka Nikkola Mika Laitinen Risto Laakkonen Toni Nieminen | grote schans team (m)          | Goud      | 644,4 punten 109,1 p. (116,5 m) + 94,4 p. (108,5 m) 97,0 p. (110,0 m) + 87,4 p. (106,0 m) 100,9 p. (111,0 m) + 100,0 p. (110,0 m) 120,2 p. (123,0 m) + 119,8 p. (122,0 m) |

### IJshockey
| Olympiër | Discipline | Resultaat | Prestatie |
| --- | ---------- | --------- | --- |
| Timo Blomqvist Kari Eloranta Raimo Helminen Hannu Järvenpää Timo Jutila Markus Ketterer Janne Laukkanen Harri Laurila Jari Lindroos Mikko Mäkelä Mika Nieminen Timo Peltomaa Arto Ruotanen Timo Saarikoski Simo Saarinen Keijo Säilynoja Teemu Selänne Ville Sirén Petri Skriko Raimo Summanen Jukka Tammi Pekka Tuomisto | mannen     | 7e        | Voorronde groep A: 5- 1 Finland - Duitsland 9- 1 Finland - Polen 1- 4 Finland - Verenigde Staten 2- 2 Finland - Zweden 5- 3 Finland - Italië Kwartfinale: 1- 6 Finland - Gezamenlijk team Wedstrijd om 5e t/m 8e plaats: 2- 3 Finland - Zweden Wedstrijd om de 7e plaats: 4- 1 Finland - Frankrijk |

Algerije · Amerikaanse Maagdeneilanden · Andorra · Argentinië · Australië · België · Bermuda · Bolivia · Brazilië · Bulgarije · Canada · Chili · China · Chinees Taipei · Costa Rica · Cyprus · Denemarken · Duitsland · Estland · Filipijnen · Finland · Frankrijk · Gezamenlijk team · Griekenland · Groot-Brittannië · Honduras · Hongarije · Ierland · IJsland · India · Italië · Jamaica · Japan · Joegoslavië · Kroatië · Letland · Libanon · Liechtenstein · Litouwen · Luxemburg · Marokko · Mexico · Monaco · Mongolië · Nederland · Nederlandse Antillen · Nieuw-Zeeland · Noord-Korea · Noorwegen · Oostenrijk · Polen · Puerto Rico · Roemenië · San Marino · Senegal · Slovenië · Spanje · Swaziland · Tsjecho-Slowakije · Turkije · Verenigde Staten · Zuid-Korea · Zweden · Zwitserland